# Sana Khyadali
 (septembre 2016).
Sana Youssef Mhaydli (en arabe ﺳﻨﺎﺀ ﻣﺤﻴﺪﻟﻲ), née le 14 août 1968, de confession chrétienne grecque-orthodoxe d'Antioche et morte le 9 avril 1985, membre du Parti Social Nationaliste Syrien, est la première femme à faire un attentat-suicide le 9 avril 1985.
En pleine guerre civile libanaise, et à la suite de l'invasion du Liban de 1982, les trois partis de l'alliance des partis laïques, le parti Baas, mais surtout le parti communiste libanais et le parti nationaliste social syrien, multiplient les attentats-suicides contre Tsahal. 
Le 9 avril 1985, Sana Mhaidli a attaqué une colonne de Tsahal sur la route Batter-Jezzin, dans la banlieue nord-est de Tyr. Alors qu'elle conduisait une Peugeot 504 chargée de 200 kg d'explosifs, elle a percuté un véhicule blindé de transport de troupes israélien.
L'explosion a tué deux soldats israéliens  et en a blessé plusieurs autres; en plus du véhicule blindé de transport de troupes, un camion a également été endommagé.
Avant l'attaque, Sana Mhaidli a enregistré un message vidéo à ses compatriotes, qui a été diffusé au journal télévisé du soir à la télévision libanaise le 9 avril 1985, où elle déclare :
« Je suis la martyre Sana Youssef Mhaydli. J’ai 17 ans. Je suis du Sud-Liban. Le Sud occupé 
et opprimé, le Sud résistant et révolutionnaire […]. Je suis du Sud des martyrs, du Sud de Cheikh Raghab Harb […] du Sud du héros Wajdi al-Sayegh […]. Que votre joie éclate au jour de ma mort comme si c’était celui de mon mariage […]. J’espère que mon âme 
rejoindra celles des autres martyrs et retombera comme la foudre sur la tête des soldats ennemis […]. Je ne suis pas morte mais toujours vivante parmi vous : je chante, je danse, je réalise toutes mes ambitions, je suis comblée d’incarner l’héroïsme et le martyre […]. Ne pleurez pas sur moi […]. Soyez heureux, riez, puisque dans la vie il est toujours des gens pour vous apporter l’espoir de la libération […]. Je suis désormais enracinée dans la terre du Sud que je fortifie de mon sang et de mon amour […]. Ô ma mère, comme je serai heureuse lorsque mes os seront départagés d’avec ma chair, lorsque mon sang grondera sur la terre du Sud ! Je vais à la mort pour ne pas l’attendre […]. Mon dernier vœu est que l’on me nomme : la mariée du Sud ».

## Corps de Sana
L'État hébreu n'a rendu le cadavre de Sana qu'en juillet 2008 à la suite de négociations avec le Hezbollah.